# Ущелина Тайсяку

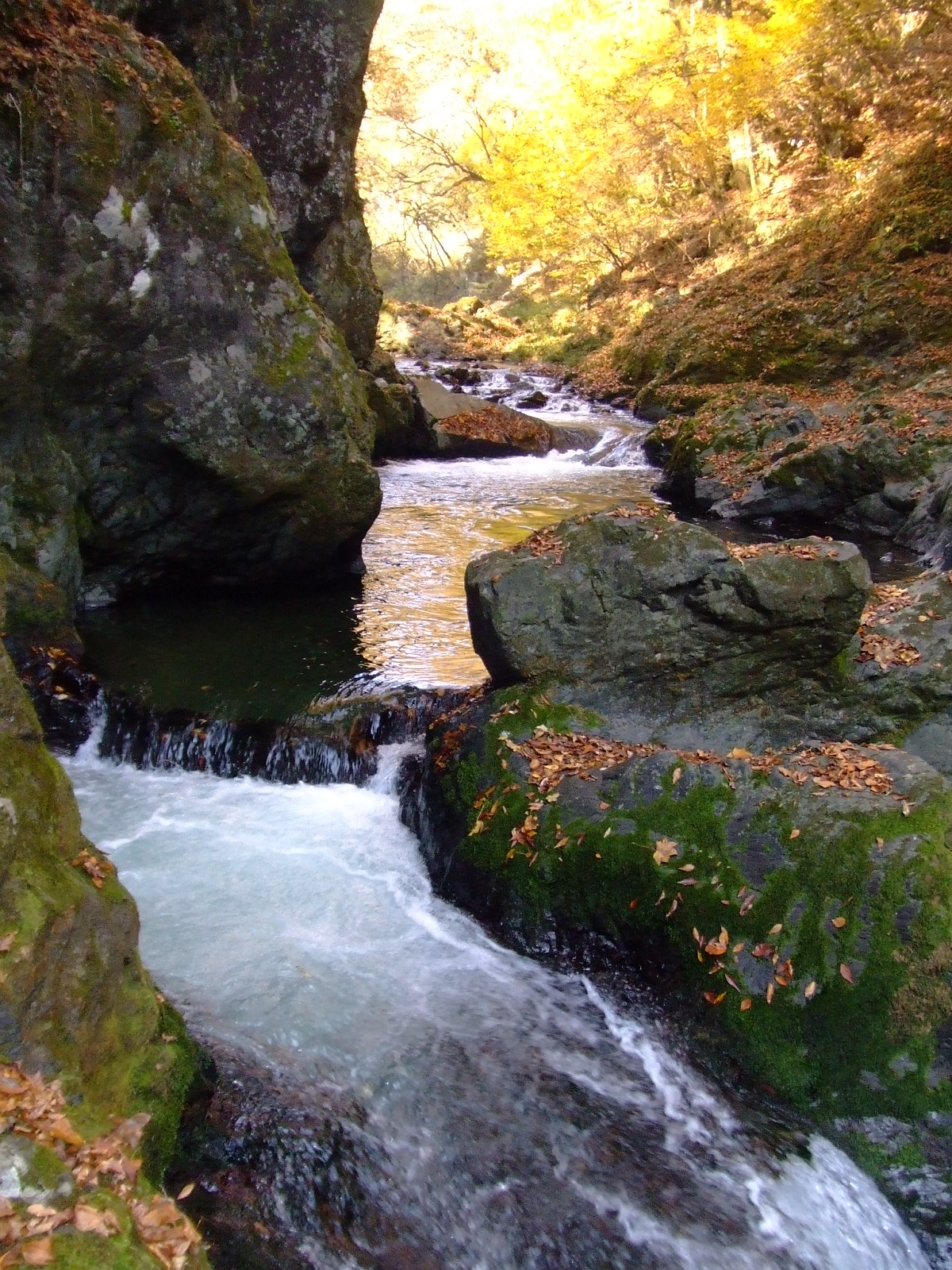
Річна Тайсяку

Уще́лина Тайся́ку (яп. 帝釈峡, たいしゃくきょう, МФА: [tai̯ɕaku kʲoː]) — каньйон в Японії, розташований в місті Сьобара префектури Хіросіма. Довжина — 18 км. Складова Національного парку Тайсяку. Місце «паломництва» туристів.

## Короткі відомості
Тайсяку-кьо належить до одних з найвідоміших каньйонів Японії. Він розташований у містах Сьобара і Дзінсекікоґен префектури Хіросіма. Каньйон являє собою скелясту ущелину на плато глибиною 200—300 м і довжиною 18 км вздовж річки Тайсяку, притоки річки Такахасі.
Тайсяку-кьо є особливо популярним серед туристів восени, коли місцеві японські клени змінюють колір свого листя на яскраво червоний. Також каньйон відомий природним кам'яним мостом, який утворився під дією сили води.
Окрім привабливості для туристів, Тайсяку-кьо має наукову цінність. Він знаний своїми археологічними стоянками людей часів палеоліту та періоду Джьомон